# TFX
TFX er en fransk tv-kanal grundlagt 31. marts 2005.

## Eksterne henisniniger
- tf1.fr